# (2077) Kiangsu
(2077) Kiangsu ist ein Asteroid des Hauptgürtels, der am 18. Dezember 1974 am Purple-Mountain-Observatorium in Nanjing entdeckt wurde.
Der Name des Asteroiden ist von der chinesischen Provinz Jiangsu abgeleitet.